# 传统产业
傳統產業，簡稱傳產。產品價格與重量的正相關程度，決定於其是否更符合傳統產業的概念。

## 學術界的用法
學術界在學術研究的主張，則採取依循市場面或技術面思維。市場面基本看法有以下幾種：第一種是根據該一產業「曾經是」該經濟體之「主力產業」，且其經濟市場貢獻率比重至少在 15～20％以上者，但「在當前階段的市場地位」則已衰減至 5％以下，甚至根本不到 1％之水準者，都應當可予以劃歸為「傳統產業」。。

## 特点
主要是劳动力密集型的、以制造加工为主，多为标准化大批量生产。在工业化过程中起支柱与基础作用。近年来，许多国家和地区在一些传统产品上也依靠新的知识和技术经历了进一步的现代化。

## 组成
主要是工业，也包括传统农业和第三級产业的一部分。钢铁、煤炭、电力、建筑、汽车、纺织、轻工、造船等工业。其中有较典型的一类为定位于高工资地区的手工制造业，如意大利的制鞋业、丹麦的家具业、瑞士的制錶业。
新兴产业則主要包括新能源、环保产业、生物科技、宇宙航空、海洋开发等。

## 新兴技术产业与传统产业的关系
一个国家两种产业的比重取决于该国家处于何种发展阶段，新兴产业一般在国家的传统产业发展已经比较成熟之后出现，而伴随着新兴产业的发展壮大，传统产业会发生一定程度的衰退转化。但是新兴技术并不是提高人们生活水平的唯一途径，传统产业在当今社会仍然十分重要。二者的关系并不是对立的，而是相互作用，相互促进，共同发展。政府在制定产业政策时，应既体现战略性新兴产业的长远规划，又要考虑传统工业是否还有上升空间，把握二者的协调和平衡。
北京清华大学教授魏杰定義21世紀的新兴技术产业為新能源、新材料、生物工程、電腦技术、移动互联网、节能环保、新能源汽车、人工智能、高端装备制造八項，其餘為傳統產業。

## 台灣

### 傳產的沒落
- 台灣傳統產業如紡織業、輪胎業，因為現代人的價值觀念，所以即便釋出職缺也很難尋覓到年輕人才就業。[4]